# (300047) 2006 UB141
(300047) 2006 UB141 es un asteroide perteneciente al cinturón de asteroides, descubierto el 19 de octubre de 2006 por el equipo del Spacewatch desde el Observatorio Nacional de Kitt Peak, Arizona, Estados Unidos.

## Designación y nombre
Designado provisionalmente como 2006 UB141.

## Características orbitales
2006 UB141 está situado a una distancia media del Sol de 3,053 ua, pudiendo alejarse hasta 3,562 ua y acercarse hasta 2,543 ua. Su excentricidad es 0,166 y la inclinación orbital 3,929 grados. Emplea 1948,76 días en completar una órbita alrededor del Sol.

## Características físicas
La magnitud absoluta de 2006 UB141 es 16,5.